# Buřňák temný
Buřňák temný (Ardenna grisea) nebo také buřňák tmavý je pták z čeledi buřňákovití.

## Popis
Dorůstá délky 40–50 cm a rozpětí křídel má okolo jednoho metru, váží přes půl kilogramu. Jeho peří má čokoládově hnědé zbarvení. Hnízdí na ostrovech jižní polokoule (Nový Zéland, Falklandy, Ohňová země), sdružuje se do velkých hejn, jejichž křik je slyšet do velké dálky. Migruje po většině Atlantského a Tichého oceánu, přičemž urazí rekordní vzdálenost až 65 000 kilometrů (přes 900 km denně). Živí se rybami a korýši, pro kořist se potápí do hloubky přes šedesát metrů. Maorové tyto ptáky často loví jako potravu.
V létě roku 1961 se v okolí Monterey v Kalifornii objevilo velké množství buřňáků temných, kteří byli dezorientovaní a mnohdy padali mrtví k zemi. Tento jev vědci vysvětlili jako otravu jedovatými řasami. Alfred Hitchcock se událostí nechal inspirovat k natočení filmu Ptáci.